# Maudeto di Bretagna
Maudeto, anche Maudé, Maudet (in bretone francese), Maodez o Modez (bretone), Maudetus (latino), Mandé (francese) and Mawes (in cornico) (Irlanda, V secolo – VI secolo), fu un abate bretone, fondatore di monasteri. È venerato come santo.

## Biografia
Si dice che fosse originario dell'Irlanda, ma è soprattutto in Bretagna che il suo culto si è diffuso maggiormente. Nel Trégor si dice che abbia fondato un monastero nel V secolo, sull'isola di Maudez. 
Egli vi si stabilì con due discepoli, san Budoc e san Tugdual. Ha cacciato i serpenti e per questo che è invocato da coloro che vogliono sbarazzarsi di rettili, insetti e vermi. Tracce di una capanna conosciuta come Forn Modez (forno di Maudez) sono visibili sull'isola.
Un comune in Côtes-d'Armor ha il nome Lanmodez (recinto di Maudez): vi si trova il monastero fondato da Maudez dove l'eremita morì.

## Culto
Nel IX secolo le sue reliquie, per salvarle dalle incursioni normanne, sono state portate a Bourges e a Saint-Mande (Saint-Maudez), vicino a Parigi. Quando tornarono in Bretagna vennero suddivise tra nove chiese.
Il giorno della sua memoria liturgica è il 18 novembre.
(Martirologio Romano)